# وزارة الاقتصاد الوطني (فلسطين)
وزارة الاقتصاد الوطني الفلسطينية هي الوزارة المسؤولة عن قطاع الاقتصاد في دولة فلسطين، والمساهمة في تحسين أوضاع الشعب الفلسطيني من خلال تشكيل اطار تنموي للقطاع الخاص، يدعم ويساهم في احداث طفرة اقتصادية، تعمل على رفع مستوى معيشة المواطن ورفاهيته، وذلك من خلال رسم سياسة اقتصادية بالتنسيق مع الوزارات ذات العلاقة، من خلال اطار رسمي للتعاون. كما تقوم الوزارة بمشاركة الوزارات ذات العلاقة بتكوين هيئات تشاوريه مشتركه مع القطاع الخاص لرسم السياسات الاقتصادية.

## أهداف الوزارة
تعمل وزارة الاقتصاد الوطني الفلسطينية على تحقيق الأهداف التالية:
1. تقديم خدمات مميزة للقطاع الخاص من خلال توفير خدمة سريعة، عادلة ومريحة ترتكز على تطبيق التشريعات والتعليمات بأسلوب بسيط وثابت يرضي الجميع وخاصة القطاع الخاص.
2. توفير الخدمات المتعلقة بدعم الصناعة، تسهيل التجارة، حماية المستهلك وخلق ارتباط متبادل مع المنظمات الإقليمية والدولية، بالإضافة إلى ابرام الاتفاقات التجارية لصالح القطاع الخاص.
3. السعي لتوفير البرامج المالية والمساعدات الفنية لمؤسسات القطاع الخاص، وتقديم خدمات مميزة للقطاع الخاص في هذه المجالات.
4. اعتماد الخدمة الإلكترونية ونظام المعلومات الإلكتروني، لتوفير خدمه سريعة، ومناسبة، واحدة للمواطنين والشركات والمؤسسات الفلسطينية.
5. تطبيق التشريعات والقوانين بأسلوب بسيط ومتناسق، وعلى مستوى يكون مرضيا ومحترما من القطاع الخاص.

## اختصاصات الوزارة
تتولى وزارة الاقتصاد الوطني الفلسطينية القيام بالمهام والاختصاصات التالية:
1. رسم السياسات الاقتصادية بالتعاون مع مؤسسات القطاع الخاص والوزارات والمؤسسات الفلسطينية الأخرى.
2. تسجيل الشركات والسجل التجاري والوكالات التجارية.
3. تسجيل الملكية الصناعية وحماية حقوق الملكية الفكرية.
4. ترخيص المنشآت الصناعية واصدار رخص الاستيراد ورخص إعادة التصدير وتصديق شهادات المنشأة.
5. الرقابة والتفتيش على المواد الاستهلاكية، ومراقبة الأسعار وفحص العينات الغذائية والكيماوية.

## الهيكل التنظيمي للوزارة

الهيكل التنظيمي لوزارة الاقتصاد الوطني الفلسطينية